# On the Ropes
On the Ropes è un documentario del 1999 diretto da Nanette Burstein e Brett Morgen candidato al premio Oscar al miglior documentario. La pellicola segue la carriera di tre giovani boxeur e dei loro rispettivi allenatori